# Pantelimon I. Sinadino
Pantelimon Ioan Sinadino (n. ? -  d. ? , Chișinău) a fost un negustor grec, cunoscut mai ales ca primar al Chișinăului între 1837-1839 și 1840-1842.
El a fost bunicul lui Pantelimon V. Sinadino, și el primar de Chișinău, în trei termene, între 1903-1904, 1905-1907 și 1909-1910.
Casa din Chișinău unde a locuit o perioadă Pantelimon I. Siadino s-a păstrat până în zilele noastre (str. Nicolae Iorga nr. 10).
Pantelimon I. Sinadino a fost înmormântat la Chișinău, în cripta bisericii Sfântul Pantelimon din Chișinău, ctitorită de fiii săi, Ioan și Victor.

Biserica Sf. Pantelimon din Chişinău, unde a fost înmormântat P.I. Sinadino. Biserica este ctitorită de fiii acestuia, Ioan şi Victor (1891). Arhitect - Alexander Bernardazzi